# Bankenaufsicht
Als Bankenaufsicht werden Aufsichtsbehörden bezeichnet, die im Rahmen der staatlichen Finanzmarktaufsicht die Tätigkeit von Kreditinstituten und Finanzdienstleistungsinstituten und die Finanzmärkte überwachen.

## Allgemeines
Auch andere Wirtschaftszweige unterliegen einer Aufsicht wie etwa große Teile der Wirtschaft durch die Gewerbeaufsicht. Die Bankenaufsicht wird als eine besondere Form der Gewerbeaufsicht angesehen. Das Bankwesen bedarf insbesondere wegen seiner internationalen Verflechtungen (Interbankenhandel), seiner banktypischen Finanzrisiken (Kreditrisiko, Erfüllungsrisiko, Marktrisiko) und seiner Bedeutung für die Volkswirtschaft einer speziellen behördlichen Überwachung, die Bankenaufsicht genannt wird. Dies gilt auch für das Versicherungswesen, das einer Versicherungsaufsicht unterliegt.
In Deutschland und meist auch international ist die Bankenaufsicht vor allem dadurch gekennzeichnet, dass sie als staatliche Behörde organisiert ist und zu den zu beaufsichtigenden Kreditinstituten in einem rechtlichen Subordinationsverhältnis steht, also wie andere Aufsichtsbehörden durch Eingriffsverwaltung tätig werden kann. Durch die Anwendung der Aufsichtsinstrumente zum Zweck der Verhaltenssteuerung wird regelmäßig in die geschützte Sphäre der Aufsichtsadressaten eingegriffen, so dass die Bankenaufsicht eine Form der Eingriffsverwaltung darstellt.

## Geschichte der deutschen Bankenaufsicht
In Nürnberg wurde im 17. Jahrhundert im Umfeld des Banco Publico eine erste Bankenaufsicht etabliert. Eine allgemeine Bankenaufsicht in Deutschland erfolgte mit der Schließung der Darmstädter und Nationalbank (Danatbank) im Juli 1931 infolge der Weltwirtschaftskrise der Jahre 1929 bis 1932. Im Dezember 1934 trat deshalb das Reichsgesetz über das Kreditwesen in Kraft, dem Vorläufer des heutigen Kreditwesengesetzes (KWG). Das KWG wurde seit Inkrafttreten im Januar 1962 mehrfach novelliert. Es wurde durch präzisierende Verwaltungsvorschriften ergänzt wie den Grundsatz I, Grundsatz II und Grundsatz III (alle im April 1962) und Grundsatz Ia (August 1974). Im Januar 1998 ist der Grundsatz I auf Marktpreisrisiken ausgedehnt worden, seit Januar 2007 gilt die Solvabilitätsverordnung (SolvV) mit ihren Risikokontingentierungen, die im Januar 2014 von der Kapitaladäquanzverordnung (CRR) übernommen wurden.

## Ziele
Die Hauptziele der Bankenaufsicht sind in § 6 KWG zusammengefasst. Sie bestehen darin, Missständen im Kreditwesen entgegenzuwirken, die
- die Sicherheit der den Instituten anvertrauten Vermögenswerte gefährden,
- die ordnungsgemäße Durchführung der Bankgeschäfte beeinträchtigen oder
- erhebliche Nachteile für die Gesamtwirtschaft nach sich ziehen können.

Das KWG gibt den Instituten Regeln vor, die sie bei der Gründung und beim Betreiben ihrer Geschäfte zu beachten haben. Diese Regeln sind darauf ausgerichtet, Fehlentwicklungen vorzubeugen, die das reibungslose Funktionieren des Bankenapparates stören könnten. Wie intensiv Banken beaufsichtigt werden, hängt von Art und Umfang der Geschäfte ab, die sie betreiben. Die Aufsicht richtet allgemein ihr Hauptaugenmerk darauf, dass Institute genügend Eigenkapital und Liquidität vorhalten und angemessene Risikokontrollmechanismen installiert haben.
Die Bundesanstalt für Finanzdienstleistungsaufsicht (BaFin) greift im Rahmen ihrer Solvenzaufsicht nicht in die Unternehmenspolitik der Kreditinstitute ein. Verantwortlich hierfür sind allein die Geschäftsleiter. Die Institute müssen aber qualitative und quantitative Rahmenbedingungen erfüllen und sind verpflichtet, ihre Bücher der Aufsicht offenzulegen.

## Arten
Unterschieden wird zwischen makroprudenzieller und mikroprudenzieller Aufsicht. Die makroprudenzielle Aufsicht identifiziert und prognostiziert vorausschauend Risiken für die Stabilität des gesamten Finanzsystems. Als makroprudenzielle Überwachung werden die Tätigkeiten der Aufsichtsbehörden und Zentralbanken bezeichnet, die das Ziel verfolgen, Risiken für das Finanzsystem als Gesamtheit zu identifizieren, zu analysieren zu bewerten und zu mindern. Im Vordergrund stehen dabei die Systemrisiken. Die betreffenden Behörden können Warnungen vor Risiken und Fehlentwicklungen kommunizieren, Handlungsoptionen zur Gefahrenabwehr aufzeigen und gegebenenfalls im Rahmen der Eingriffsverwaltung Aufsichtsinstrumente einsetzen. Mit ihrem Auftrag, auf das gesamte Finanzsystem und seine Stabilität einzuwirken, ergänzt die makroprudenzielle Überwachung die mikroprudenzielle Aufsicht über die einzelnen Kreditinstitute, Versicherer und weiteren Akteure des Finanzsystems. Mit dem Inkrafttreten des Finanzstabilitätsgesetzes im Januar 2013 hat die makroprudenzielle Überwachung in Deutschland eine gesetzliche Grundlage erhalten.

## Aufsichtsinstrumente
Im Rahmen der mikroprudenziellen Aufsicht ist das klassische präventive Aufsichtsinstrument die Zulassungspflicht für die Kreditinstitute durch Erteilung einer Banklizenz (§ 32 KWG). Die laufende Aufsicht ist der wesentliche Teil der Bankenaufsicht, der die kontinuierliche Einhaltung der Zulassungsvoraussetzungen und des Bankenaufsichtsrechts sicherstellen soll. Das wird vor allem durch ein umfassendes Meldewesen erreicht. Die Bankenaufsicht verfügt dabei über die hoheitliche Eingriffsermächtigung, in die Autonomie der beaufsichtigten Unternehmen einzugreifen. Das kann zum Zweck der Gefahrenabwehr durch schriftliche Abmahnungen (bei gravierenden Beanstandungen), Bußgelder (§ 56 Abs. 1 KWG), Sonderprüfungen (§ 44 Abs. 1 KWG, Depotprüfung nach § 29 Abs. 2 KWG), Abberufung der Geschäftsleitung (§ 36 Abs. 1 KWG), Abberufung von Managern (§ 36a KWG), Schließen der Geschäftsräume (Moratorium; § 46g Abs. 1 KWG), Zahlungsverbote (§ 46g Abs. 1 Nr. 2 KWG) bis hin zum Entzug der Banklizenz (§ 35 KWG) geschehen.
Die Aufsichtsbehörde bestimmt nach § 6b Abs. 4 KWG die Häufigkeit und Intensität der Überprüfungen, Beurteilungen und möglicher aufsichtlicher Stresstests unter Berücksichtigung der Größe, der Systemrelevanz sowie der Art, des Umfangs und der Komplexität der Geschäfte eines Instituts.

## Aufsichtsschwerpunkte
Zu unterscheiden ist hier zwischen der Gründungsaufsicht und der operativen Aufsicht:
Gründungsaufsicht
Wer in Deutschland Bankgeschäfte betreiben will, braucht hierzu eine schriftliche Erlaubnis der BaFin (§ 32, § 33 KWG). Dazu müssen bestimmte Voraussetzungen erfüllt werden:
- Bei Unternehmensgründung eines Instituts ist – je nach angestrebter Art der Geschäfte – ein bestimmtes Mindest-Eigenkapital nachzuweisen. Bei Wertpapierhandelsbanken etwa liegt das erforderliche Anfangskapital bei mindestens 730.000 Euro und bei Einlagenkreditinstituten bei mindestens fünf Millionen Euro.
- Das Institut muss mindestens zwei Geschäftsleiter haben (Vier-Augen-Prinzip). Diese müssen fachlich geeignet und zuverlässig sein. Bei der fachlichen Eignung kommt es darauf an, dass die betreffende Person in ihrem bisherigen beruflichen Werdegang ausreichende theoretische Kenntnisse und praktische Erfahrungen für die neue Tätigkeit gesammelt hat. Die Zuverlässigkeit prüft die BaFin strengstens auch anhand des Bundeszentral- und das Gewerbezentralregisters.
- Der Gründer hat anzugeben, wer in welcher Höhe bedeutende Beteiligungen an dem geplanten Institut hält. Auch diese Personen müssen zuverlässig sein. Sind sie es nicht, oder genügen sie aus anderen Gründen nicht den im Interesse einer soliden und umsichtigen Institutsführung zu stellenden Ansprüchen, kann die BaFin die Erlaubnis versagen.
- Außerdem muss der Erlaubnisantrag einen tragfähigen Geschäftsplan enthalten, aus dem die Art des geplanten Geschäfts, der organisatorische Aufbau und die geplanten internen Kontrollverfahren hervorgehen. Die BaFin prüft, ob der Antragsteller bereit und in der Lage ist, die erforderlichen organisatorischen Vorkehrungen zu treffen, um seine Geschäfte ordnungsgemäß betreiben zu können.

Operative Aufsicht
Die Bankenaufsicht überwacht die Institute nach ihrer Gründung laufend im operativen Geschäft. Hierzu gehören insbesondere:
- Kreditinstitute müssen angemessene Eigenmittel nachweisen (§ 10 KWG). In welcher Höhe eine Bank Eigenmittel mindestens vorhalten muss, hängt von den Risiken ab, die sie eingeht. Die Ausfallrisiken einer Bank etwa müssen mit haftendem Eigenkapital in Höhe von mindestens 8 Prozent der risikogewichteten Aktiva, also vor allem Kredite, unterlegt werden. Bei der laufenden Aufsicht wird überwacht, ob die Institute für eingegangene Risiken aus den Bilanzaktiva und den außerbilanziellen Geschäften – etwa aus Forderungen, Wertpapieren, Derivaten oder Finanzanlagen – über ausreichende Eigenmittel verfügen. Seit dem Inkrafttreten der Solvabilitätsverordnung (SolvV) am 1. Januar 2007 müssen neben Ausfall- und Marktrisiken auch operationelle Risiken mit angemessenen Eigenmitteln unterlegt werden.[8]
- Darüber hinaus prüft die Bankenaufsicht, ob die Liquidität ausreichend ist, ob die Institute also ihre Mittel so anlegen, dass jederzeit eine ausreichende Zahlungsfähigkeit gewährleistet ist (§ 11 KWG).
- Im Rahmen des bankaufsichtlichen Überprüfungsprozesses (englisch Supervisory Review Process, SRP) überwacht die BaFin zudem auch diejenigen Risiken, die nicht nach der CRR mit Eigenmitteln zu unterlegen sind. Kernelemente des SRP sind die Etablierung adäquater Risikomanagementsysteme und deren Überwachung durch die Aufsicht. So müssen die Institute den so genannten Internal Capital Adequacy Assessment Process (ICAAP) einrichten, der gewährleistet, dass sie über genügend internes Kapital zur Abdeckung aller wesentlichen Risiken verfügen. Außerdem müssen angemessene Leitungs-, Steuerungs- und Kontrollprozesse (englisch Robust Governance Arrangements) vorliegen. Dabei muss die Organisation eines Kreditinstituts nach Art und Umfang der betriebenen Geschäfte angemessen gestaltet werden, um die MaRisk erfüllen zu können. Da Bankgeschäfte immer komplexer werden, müssen die Institute geeignete Vorkehrungen schaffen, um ihre unterschiedlichen Risiken zu steuern und zu überwachen. Daher ist es eine wichtige Aufgabe der BaFin zu prüfen, ob die bankeigenen Risikocontrolling- und Managementsysteme dies leisten können.
- Zu den wesentlichen Informationsquellen der Bankenaufsicht gehören neben den Jahresabschlüssen die Prüfungsberichte, die Wirtschaftsprüfer oder Prüfungsverbände im Rahmen der Jahresabschlussprüfung erstellen. Darüber hinaus müssen die Institute Monatsausweise turnusmäßig einreichen, aus denen die wichtigsten Bilanz- und Risikopositionen und ihre Veränderungen hervorgehen. Außerdem müssen die Institute wichtige Veränderungen melden – zum Beispiel auftretende Bilanzverluste oder Änderungen in der Geschäftsleitung, im in- und ausländischen Zweigstellennetz oder bei Beteiligungen ab 10 Prozent. Meldepflichtig sind auch Groß-, Organ- und Millionenkredite. Zudem kann sich die BaFin in Sonderprüfungen vor Ort einen vertieften Einblick in die wirtschaftliche Lage einer Bank verschaffen. Die BaFin kann diese Prüfungen anmelden, muss sie aber nicht.

## Kontrolle
Die detektive und präventive Bankenaufsicht erfolgt aufgrund einer Vielzahl von Gesetzen und Verordnungen, die im Verhältnis zwischen Kreditinstituten und Bankenaufsicht gelten. An Stelle vieler sollen insbesondere erwähnt werden das Bundesbankgesetz (BBankG), das Kreditwesengesetz (KWG), die Kapitaladäquanzverordnung (CRR), das Wertpapierhandelsgesetz (WpHG), die Verordnung über Groß- und Millionenkredite (GroMiKV) oder die Mindestanforderungen an das Risikomanagement (BA) (MaRisk).
In diesen, zum Teil hochkomplexen Regelwerken (zum Beispiel die CRR) wird detailliert vorgegeben, wie und innerhalb welcher Grenzen risikobehaftete Bankgeschäfte betrieben werden dürfen. Durch die hierin kodifizierten, oft monatlichen Melde- und Anzeigepflichten an die BaFin oder die Bundesbank (Monatsausweise nach § 25 KWG bzw. § 18 BBankG) erhalten diese ein genaues, zeitnahes Bild über die wirtschaftliche Lage der Kreditinstitute. Hauptziel ist die Gewährleistung eines funktionsfähigen, stabilen und integren deutschen Finanzsystems (Risikotragfähigkeit). Bankkunden, Versicherungsnehmer und Anleger sollen dem Finanzsystem vertrauen können.
Besondere präventive Bedeutung haben das Financial Reporting und CoRep, die Krisenregelungen des § 46a KWG, die Anzeigepflicht der Insolvenz nach § 46b KWG, Stresstests oder das Bankmoratorium und Zahlungsverbot bei schwerwiegenden Gefahren für die Gesamtwirtschaft durch die Bundesregierung nach § 47 KWG. Zum Schutz der Kunden vor Insolvenz gibt es auch eine gesetzliche Einlagensicherung. Seit 2010 deckt sie Einlagen bis zu einer Höhe von 100.000 Euro und Verbindlichkeiten aus Wertpapiergeschäften bis 90 %, aber maximal 20.000 Euro ab. Daneben existieren aber auch privatwirtschaftliche Sicherungseinrichtungen der Bankenverbände, die weit über das gesetzlich vorgegebene Maß hinaus schützen.

## Aufgabenteilung
BaFin und Deutsche Bundesbank teilen sich die Bankenaufsicht. Die Zusammenarbeit ist in § 7 KWG geregelt. Danach wertet die Deutsche Bundesbank im Rahmen der laufenden Aufsicht unter anderem von Instituten regelmäßig einzureichende Berichte und Meldungen aus und prüft, ob die Eigenkapitalausstattung und die Risikosteuerungsverfahren der Institute angemessen sind. Die BaFin hat in Abstimmung mit der Deutschen Bundesbank eine Richtlinie zur Durchführung und Qualitätssicherung der laufenden Überwachung der Kredit- und Finanzdienstleistungsinstitute durch die Deutsche Bundesbank erlassen (Aufsichtsrichtlinie).

## Kritik
Weltweit nimmt die Bankenaufsicht überwiegend eine detektive Kontrolle wahr, echte Prävention kommt zwecks Vermeidung von Bankenkrisen oder Bankenpleiten eher selten vor. Es werden abgeschlossene Bankgeschäfte kontrolliert oder Jahresabschlüsse analysiert, mithin vergangenheitsbezogene Unternehmensdaten ausgewertet. Hieraus lassen sich betriebswirtschaftliche Fehlentwicklungen (Klumpenrisiko) oder Verstöße gegen Vorschriften (Insidergeschäfte) nicht oder nur schwer ableiten. Bilanzfälschungen, Betrug oder Untreue sind schwer zu entdecken, so dass bereits die Wirtschaftsprüfer diese Vermögensdelikte häufig nicht erkannt haben. Es kam nicht selten vor, dass die Bankenaufsicht Mängel nicht oder zu spät aufgedeckt hat. So sollten bei der Herstatt-Bank (Juni 1974), Wirecard (Juni 2020) oder Greensill Bank (März 2021) Bilanzfälschungen die bestehenden Unternehmenskrisen verschleiern. Die Bilanzfälschung war bei der Herstatt-Bank so perfekt, dass selbst eine vom Bundesaufsichtsamt für das Kreditwesen im Februar 1974 angeordnete Sonderprüfung keine beunruhigenden Anzeichen feststellen konnte. Die US-amerikanische Bankenaufsicht versagte bei der Insolvenz des Hedgefonds Long-Term Capital Management, der im Januar 2000 liquidiert wurde.

## Haftung der Bankenaufsicht
Nach § 4 Abs. 4 Finanzdienstleistungsaufsichtsgesetz (FinDAG) nimmt die BaFin ihre Aufgaben und Befugnisse nur im öffentlichen Interesse wahr. Diese überindividuelle Regelung lässt im Zusammenhang mit § 6 Abs. 2 KWG darauf schließen, dass die Bankenaufsicht primär auf die Sicherstellung der Funktionsfähigkeit des Kredit- und Finanzdienstleistungswesens abzielt. Bankkunden (wie Anleger oder Kreditnehmer) können demnach die BaFin gerichtlich nicht zum Einschreiten gegen ein beaufsichtigtes Kreditinstitut zwingen, weil eine Klagebefugnis aus § 42 Abs. 2 VwGO wegen § 4 Abs. 4 FinDAG nicht gegeben ist. Nach dem zitierten Urteil bringt die Norm des § 4 Abs. 4 FinDAG für sich genommen bereits zum Ausdruck, dass insoweit subjektive Rechte Einzelner nicht existieren, soweit sie auf ein Einschreiten oder dessen Unterlassen gerichtet und die betroffene Person nicht unmittelbar selbst Adressat einer in ihre Rechte eingreifenden Maßnahme der BaFin ist. Im Kern sind mit einer zureichenden Aufsicht auch die Belange der Kunden dieser Unternehmen geschützt, „ohne dass man ihnen insoweit ein eigenes subjektives Recht verleihen oder ihnen nur sekundär wirkende Haftungsansprüche für ein Versagen der Aufsicht zuerkennen müsste“. Unterlässt nach dem BGH-Urteil die BaFin gebotene Aufsichtsmaßnahmen oder nimmt sie zu spät wahr und Bankkunden entsteht hierdurch ein Schaden, folgt hieraus weder eine Schadensersatzpflicht nach den Grundsätzen des gemeinschaftsrechtlichen Staatshaftungsanspruchs noch nach Amtshaftungsgrundsätzen. Der EuGH wiederum hatte in seinem zitierten Urteil vom Oktober 2004 im Falle der im November 1997 insolvent gewordenen BVH-Bank (Bank für Vermögensanlagen und Handel AG, Düsseldorf) entschieden, dass dem Kunden nur die Entschädigungssumme aus der Einlagensicherung zusteht, aber keine Haftungsansprüche gegen die Bankenaufsicht.

## Abgrenzung
Die Begriffe Bankenaufsicht und Bankenregulierung werden nicht immer scharf voneinander getrennt und werden zum Teil synonym verwendet. Unter Bankenregulierung ist das Festlegen allgemeiner Regeln durch Rechtsnormen zu verstehen, während man unter Bankenaufsicht das Durchsetzen dieser Normen versteht.

## International
Die Europäische Bankenaufsichtsbehörde (EBA) ist als Bestandteil des Europäischen Finanzaufsichtssystems zuständig für die Entwicklung europäischer Aufsichtsstandards, welche dann den Rahmen für die weiterhin primär zuständigen nationalen Aufsichtsbehörden bilden sollen. Neben den jeweiligen nationalen Zentralbanken des Eurosystems sind für die Bankenaufsicht meist noch spezifische Aufsichtsbehörden tätig.
Dazu gehört in Österreich die Finanzmarktaufsichtsbehörde (FMA). Zur österreichischen Bankenaufsicht gehört die Wahrnehmung der behördlichen Aufgaben und Befugnisse, die im Bankwesengesetz (BWG), Sparkassengesetz (SpG), Bausparkassengesetz (BSpG), der Einführungsverordnung zum Hypothekenbank- und zum Pfandbriefgesetz, im Hypothekenbankgesetz, Pfandbriefgesetz, im Gesetz betreffend die Wahrung der Rechte der Besitzer von Pfandbriefen, im Bankschuldverschreibungsgesetz, im Depotgesetz, und im E-Geldgesetz und in den dazugehörigen Verordnungen geregelt und der FMA zugewiesen sind.
Alle in der Schweiz tätigen Banken benötigen eine Lizenz der Eidgenössischen Finanzmarktaufsicht FINMA. Die FINMA, die dem Basler Ausschuss für Bankenaufsicht angehört, reguliert und überwacht alle Banken der Schweiz gemäß den Standards des Basler Ausschusses für Bankenaufsicht. Diese Standards beziehen sich nicht nur auf die angemessene Eigenkapital- und Kapitalausstattung der Banken, sondern auch auf die einzuhaltenden Vorsichts- und Verhaltensregeln. Als zusätzliche Sicherheitsmaßnahme definiert das schweizerische Recht sogar höhere Kapitalanforderungen als der Basel Capital Accord. Art, Umfang und institutionelle Zuständigkeit der Bankenaufsicht unterscheiden sich je nach Land, wobei es zunehmend internationale Koordination gibt (Basel I, Basel II, Basel III).
In Frankreich heißt die nationale Bankenaufsicht Autorité des marchés financiers.
Seit November 2014 hat die Europäische Zentralbank (EZB) mit Sitz in Frankfurt am Main direkt die Aufsicht über diejenigen Großbanken in den Ländern der Eurozone übernommen, deren Bilanzsumme sich auf über 30 Milliarden Euro beläuft oder 20 Prozent der Wirtschaftsleistung eines Landes ausmacht. Die EZB trat damit an die Stelle der bisher zuständigen nationalen Aufsichtsbehörden.
In Großbritannien ist die ehemalige Financial Services Authority durch die Nachfolgebehörden Prudential Regulation Authority (PRA) und die Financial Conduct Authority (FCA) abgelöst worden. Beide Behörden unterstehen der Bank of England. In Zypern ist die Cyprus Securities and Exchange Commission die Bankenaufsichtsbehörde.